# Birgitte Alsted
Birgitte Alsted (født 15. juni 1942) er en dansk violinist, lærer og komponist, uddannet på Det Kgl. Danske Musikkonservatorium og i Warszawa.
Hun har gjort sig meget gældende inden for elektroakustisk musik og bruger ofte kreative udtryksformer som indbefatter andre kunstarter. Således har hun været brugt en del inden for teater og performance/dans. Hendes værkliste indeholder ud over teatermusikken værker for solister og kammerensembler ofte af utraditionel sammensætning og med brug af akustiske instrumenter såvel som computer og bånd.
Birgitte Alsted har også arbejdet en del med multimedieforestillinger, hvor brug af elektroniske midler, poesi, dans og lysbilleder bliver sammensat på eksperimenterende vis. Litteratur og poesi – ny som gammel – er en vigtig inspirationskilde for hende.
Birgitte Alsted var medstifter af Gruppen for alternativ Musik, der fik stor betydning for hendes løbebane som komponist. Gruppen eksperimenterede med alternative koncertformer som happenings og kollektiv improvisation og opførte medlemmernes egne kompositioner på usædvanlige steder, fx på Nørreport Station og i Zoologisk Have. I 1980 tog hun, sammen med Diana Pereira Hay og Anne Kirstine Nielsen, initiativet til stiftelsen af Kvinder i Musik, en organisation der har haft en stor betydning for udbredelsen af kvinders musik i Danmark.
Alsted har arbejdet som underviser ved Hørsholm kommunale Musikskole, på Skt. Annæ Gymnasium og i Københavns Musikskole. Desuden har hun været violinassistent i DR Radiosymfoniorkestret og DR RadioUnderholdningsOrkestret.

## Poster og priser
- Statens Musikråd
- Københavns Kommunes Musikudvalg
- Dansk Kunstnerråd
- Medstifter af foreningen Kvinder i Musik
- Statens Kunstfonds tre-årige arbejdslegat 1980
- Hakon Børresen Prisen 1992
- Komponistforeningens Jubilæumspris i 1996
- I 2012 kom hun på finansloven.[2]
- Modtog Carl Nielsen og Anne Marie Carl-Nielsens Legat på 750.000 kroner i 2017.[3][4]

## Musik (udvalg)
- To sange til døden 1990
- Haiku-Wärme
- Klumpe (baryton og kammerensemble 1971)
- Smedierne i Granada (skuespil 1975)
- Tredje tilstand (skuespil 1979)
- Timileskoven (skuespil 1980)
- Antigone (skuespil 1983)
- Frokost i det grønne (skuespil 1985)
- Turning Point (skuespil 1985)
- Drømmespil (skuespil 1987-88)
- Vækst (elektroakustisk musik 1989)
- Imitaopposition (orgel 1992)
- Spring I (damekor 1994)
- Haiku-Wärme (1995)
- Sorgsang (elektroakustisk musik 1995)
- Sorgsang II (elektroakustisk musik 1995)
- Sorgsang III (baryton og orgel 1995)
- Hun Askepot (opera 1996)
- Agnetes Latter (2007-2011)[4]
- Beruset (opera for sopran og elektronik 2017)[4]